# Siêu cúp bóng đá Ukraina
Siêu cúp bóng đá Ukraina (tiếng Ukraina: Суперкубок України) là trận đấu bóng đá giữa đội vô địch bóng đá Ukraina và đội đoạt cúp bóng đá Ukraina. Trận đấu này được tổ chức từ năm 2004 đến nay.

### Các trận chung kết
| Năm  | Địa điểm                                                                            | Đoạt cúp                                               | Tỷ số                        | Hạng nhì                                                       |
| ---- | ----------------------------------------------------------------------------------- | ------------------------------------------------------ | ---------------------------- | -------------------------------------------------------------- |
| 2008 | 15 tháng 7 năm 2008 20:45 (LST) Poltava - Oleksiy Butovsky Vorskla Khán giả: 28.000 | Shakhtar Donetsk · Dmytro Chigrinsky 38' ·             | 1 - 1 (1 - 1) 5-3 (11m)      | Dynamo Kyiv · Artem Milevsky 6' ·                              |
| 2007 | 10 tháng 7 năm 2007 20:45 (LST) Odessa - Tsentralnyi-Chornomorets Khán giả: 32.000  | Dynamo Kyiv · Taras Mikhalik 27' · Taras Mikhalik 30'  | 2 - 2 (2 - 1) (hp) 4-2 (11m) | Shakhtar Donetsk · Oleksandr Hladky 14' · Serhiy Tkachenko 55' |
| 2006 | 16 tháng 7 năm 2006 20:30 (LST) Odessa - Tsentralnyi-Chornomorets Khán giả: 17.600  | Dynamo Kyiv · Marjan Marković 10' · Artem Milevsky 87' | 2 - 0 (1 - 0)                | Shakhtar Donetsk                                               |
| 2005 | 9 tháng 7 năm 2005 20:45 (LST) Odessa - Tsentralnyi-Chornomorets Khán giả: 30.000   | Shakhtar Donetsk · Elano 5'                            | 1 - 1 (1 - 1) (hp) 4-3 (11m) | Dynamo Kyiv · Valentin Belkevich 32'                           |
| 2004 | 10 tháng 7 năm 2004 17:00 (LST) Odessa - Tsentralnyi-Chornomorets Khán giả: 34.287  | Dynamo Kyiv · Oleh Husyev 21' ·                        | 1 - 1 (1 - 0) (hp) 6-5 (11m) | Shakhtar Donetsk · Mariusz Lewandowski 77'                     |

### Tổng số lần đoạt cúp
- 3 - Dynamo Kyiv (2004, 2006, 2007)
- 2 - Shakhtar Donetsk (2005, 2008)